# Președintele Germaniei
Președintele federal al Germaniei (în germană Bundespräsident) este șeful de stat al RFG, pe scara ierarhică cel mai înalt organ constituțional al Germaniei. Conform constituției (Grundgesetz), puterea sa din cadrul sistemului politic al țării este limitată, conținând în primul rând sarcini reprezentative. El trebuie să fie o „pouvoir neutre” (putere neutră, nepărtinitoare), președintele tuturor cetățenilor și rezidenților din Germania.
Președintele poate fi considerat ca aparținând de puterea executivă din stat, dar în același timp el se află deasupra celor trei puteri din stat (executiv, legislativ, judiciar - vezi Separarea puterilor). Cele mai importante împuterniciri politice de stat ale președintelui german sunt:
- hotărăște dacă dizolvă Bundestagul (parlamentul), atunci când cancelarul (prim-ministrul) primește un vot de neîncredere din partea Bundestagului,
- împuterniciri speciale în cazul unui guvern minoritar,
- aprobă și semnează legile federale, ca ultim pas pentru intrarea acestora în vigoare.

Președintele federal este ales pentru 5 ani de către Adunarea (sau Convenția) Federală (Bundesversammlung), un organ constituțional care se întrunește exclusiv în acest scop. Adunarea Federală este constituită din toți membrii parlamentului german (Bundestag), plus un număr egal de membri, politicieni sau nu, în general personalități din viața publică, aleși special numai pentru acest scop de către landtaguri (parlamentele landurilor).
Președintele federal poate fi reales la încheierea unui mandat, dar numai o singură dată. La îndeplinirea sarcinilor sale el este ajutat de Oficiul Președintelui Federal (Bundespräsidialamt). Primă reședință oficială a președintelui este Palatul Bellevue în Berlin, iar a doua este Vila Hammerschmidt în Bonn.